# Hövede
Hövede település Németországban, Schleswig-Holstein tartományban. Lakosainak száma 57 fő (2023. december 31.).

## Népesség
A település népességének változása:
| Lakosok száma | 69   | 61   | 60   | 60   | 61   | 57   |
|               | 1975 | 2017 | 2019 | 2021 | 2022 | 2023 |